# 下浦駅
下浦駅（しもうらえき）は、徳島県名西郡石井町大字浦庄字下浦にある四国旅客鉄道（JR四国）徳島線の駅。駅番号はB06。

## 歴史
- 1934年（昭和9年）9月20日：ガソリンカー専用の停車場として開業[1]。
- 1941年（昭和16年）8月10日：休止[1]。
- 1957年（昭和32年）11月1日：営業再開[1][2]。気動車の旅客のみ取扱う駅員無配置駅[3]。
- 1969年（昭和44年）
  - 10月19日：当駅で列車衝突脱線事故が発生。機関助士1人が死亡する。
  - 12月19日：駅西側の踏切で急行「よしの川4号」とダンプカーが衝突。ダンプカーは駅のホーム上に吹き飛び、列車の先頭車両は脱線して駅の向かい側の民家へ飛び込んだ。1人死亡、23人が重軽傷[4]。
- 1987年（昭和62年）4月1日：国鉄分割民営化により四国旅客鉄道の駅となる[1]。

## 駅構造
阿波池田に向かって右側に単式ホーム1面1線を有する地上駅。開業以来無人駅で、ホームと待合所だけをもつ簡易な構造の駅となっている。

## 駅周辺
- 石井町立高浦中学校
- 石井町立浦庄小学校
- 浦庄郵便局
- 国道192号
- 徳島県道240号西麻植下浦線

### バス路線
国道192号沿いに徳島バスの「浦庄東」停留所があり、徳島バスの鴨島線（徳島駅前 - 鴨島営業所（西麻植））が経由する。

## 隣の駅
四国旅客鉄道（JR四国）
■徳島線
■普通
石井駅 (B05) - 下浦駅 (B06) - 牛島駅 (B07)